# Kriegsmarine
Nem összetévesztendő az egykori Osztrák–Magyar Monarchia haditengerészetével: K.u.K. Kriegsmarine
A Kriegsmarine (Haditengerészet) a német haditengerészet elnevezése volt 1935 és 1945 között, a Harmadik Birodalom idejében, szárazföldi és légierő után a harmadik német haderőnem.
Az antant – fenntartandó saját tengeri hegemóniáját – első világháborút lezáró békeegyezményekben korlátozta a német flotta méreteit, és ugyan annak újbóli kiépítése már a hitleri hatalomátvétel előtt elkezdődött, azt a – kezdetben még figyelembe vett – békeegyezmények korlátozásai, majd az egész hadsereg egyszerre történő, erőltetett fejlesztése nyomán jelentkező forráshiány, illetve a hajóépítő műhelyek túlterheltsége is akadályozta. A németek fejlesztési elképzelései (Z-terv) így foghíjasan valósultak meg, s a flotta ezért a háború elején ütőerőben nem vehette fel a versenyt az angol, francia és lengyel flották egyesült erejével.
Ennek ellenére a Kriegsmarine tevékenysége a második világháború kezdetén még sikeresnek mondható: a Weserübung hadművelet során a Norvégia és a Csatorna-szigetek ellen végrehajtott invázió, illetve a konvojok zavarása komoly veszteségeket okozott a szövetségeseknek. Ugyan Franciaország kapitulálásával a francia hajók eltűntek a hadszíntérről, ám a megszállt országok flottájának tekintélyes része tért brit zászlók alá és a Kriegsmarine veszteségeit a német hadiipar nem tudta megfelelően pótolni, így az erőviszonyok még inkább a szövetségesek javára tolódtak el. Tovább rontotta a helyzetet Olaszország belépése a háborúba (a németek tengeri támogatást nyújtottak a Földközi-tengeren, megosztva ezzel erőiket), illetve az amerikai hadüzenet. A sikersorozat a Bismarck 1941-es elvesztésével véget ért. A felszíni flottát ezután elsősorban védelmi célokra használták, az inváziós tervek (partraszállás Angliában) félbemaradtak. A tengeralattjárók egészen 1943-ig komoly veszteségeket okoztak, ám az ellenfél technológiai fölénye ekkora jobbára ellehetetlenítette ezt a hadviselési módot is. A haditengerészet nem tudta érdemben zavarni sem a normandiai, sem a szicíliai, sem az észak-afrikai partraszállásokat.
A háború végére kettő kivételével a Kriegsmarine összes nagyobb hajóját elsüllyesztették.

## Története

### Az első világháború után
A versailles-i békeszerződés értelmében Németországnak csökkentenie kellett a haditengerészet létszámát. Mindössze 15 000 fő tartozhatott ide, valamint hat darab 10 000 tonnánál kisebb csatahajó, hat cirkáló, tizenkét romboló és tizenkét torpedónaszád lehetett állományában. A tengeralattjárók használata szintén meg volt tiltva. A németek tengerészeti újrafegyverkezése azonban már a náci hatalomátvétel előtt elkezdődött, a Deutschland zsebcsatahajó vízrebocsátásával, 1931-ben.
1933 után, a nácik hatalomra kerülésével fegyverkezést korlátozó tilalmakat látványosan semmibe vették és felgyorsították az újrafegyverkezést. Ugyan a fejlemények fényében 1935. június 18-án megkötött Angol-német flottaegyezmény már engedélyezte a németeknek, hogy hadihajóik együttes vízkiszorítása 35%-a, a tengeralattjárókié pedig 45%-a legyen a britekéinek, ám 35 000 BRT feletti hajót továbbra sem építhettek. Ugyanebben az évben az addig Reichsmarine néven működő német haditengerészetet átkeresztelték Kriegsmarine-ra.

### Kiépülése a Harmadik Birodalom idején
A Kriegsmarine első bevetésére a Spanyol polgárháborúban került sor, 1936 és 1939 közt, ahol a német hajók – csakúgy mint brit, a francia és az olasz társaik – Spanyolország partjainál járőröztek, abból a célból, hogy kiprovokálják[vitatott] a nemzetközi fegyverembargót. A német hajók az Almería és Valencia közti partszakaszon teljesítettek szolgálatot. A németek jelenlétének oka valójában a Franco vezette nacionalisták támogatása volt, ezért 1937. május 29-én a Deutschland zsebcsatahajót a spanyol köztársasági erők repülőgépei bombázni kezdték Ibiza közelében. Megtorlásképp a németek a köztársasági erők, parton fekvő állásait lőtték.

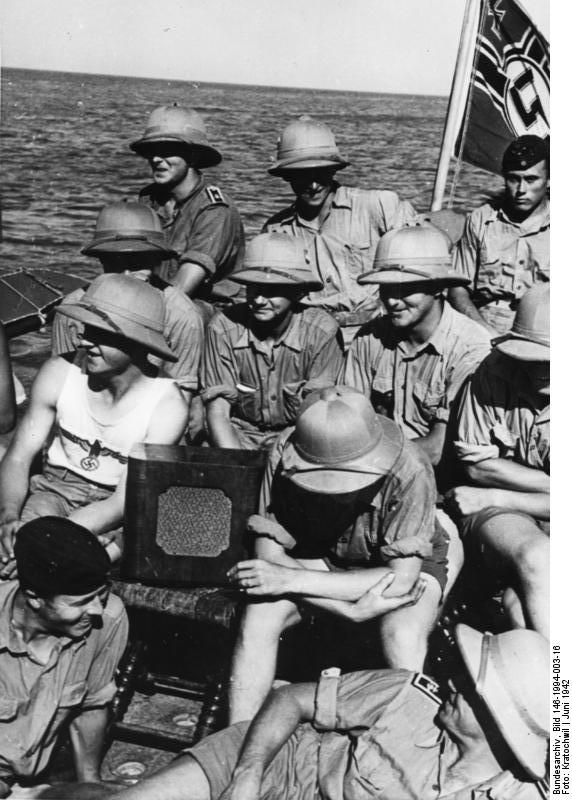
Matrózok rádiót hallgatnak a fedélzeten.

A Csehszlovákia elleni 1938-as német-magyar-lengyel együttes fellépés után az úgynevezett Z-terv keretében újabb fejlesztéseket irányoztak elő, egyértelműen megszegve a békepaktumokat. A terv szerint az elkövetkező nyolc évben (1939-1947), 800 hajót kellett volna építeni, köztük 10 csatahajót és csatacirkálót, 2 repülőgép-hordozót, 15 zsebcsatahajót, 5 nehézcirkálót, 44 könnyűcirkálót, 158 rombolót, 249 tengeralattjárót és számos kisebb hajót. A személyi állományt 200 000 főre tervezték.
A hadsereg, a légierő és a haditengerészet egyszerre történő, gyors fejlesztése óriási nyersanyag- és erőforrásokat emésztett fel, így a tervezett tengerészeti fejlesztés a második világháború kezdetén elmaradt a kívánt állapotoktól. Valójában a terv kivitelezése csak 1939 januárjában kezdődött, amikor 3 H osztályú csatahajó és két M osztályú könnyűcirkáló építésébe kezdtek. 1939. szeptember 1-jén mindössze 78 000 fő volt a Kriegsmarine létszáma, így a háború felkészületlenül érte. A németek gyors szárazföldi sikerekre számítottak, ezért a Z-tervet félretették, és a források nagy részét a tengeralattjárók (U-Boot) építésére fordították.

### Második világháború
A háború során a Kriegsmarine fő feladata a kikötők és partmenti területek légi és tengeri védelme volt, már csak a kialakult kedvezőtlen tengeri erőviszonyok miatt is.
1939 legfontosabb eseményei a La Plata-i csata, valamint a HMS Courageous és a HMS Royal Oak megsemmisítése voltak (szeptember 17. és október 14.). Megkezdődött a brit kereskedelmi útvonalak tengeralattjárókkal való zavarása (atlanti csata); ebben kezdetben nehézséget okozott a német bázisok viszonylagos messzesége a harctértől.
1940 áprilisában vette kezdetét a Weserübung-hadművelet, amely Norvégia elleni irányult. A flottát a hadművelet közben súlyos veszteségek érték: elvesztette a Blücher nehézcirkálót Oslo közelében, valamint tíz további rombolót. Ugyan sikerült elsüllyeszteniük néhány brit hajót, – mint például a HMS Glorious anyahajót 1940. június 8-án – a két flotta erőviszonya még így is az angoloknak kedvezett.
1940 nyarára, az Oroszlánfóka hadművelet néven előkészített angliai partraszállás tervezett idejére így mindössze egyetlen nagyobb, hadra fogható német hajó maradt: a támadást elhalasztották. Franciaország és Norvégia elfoglalásával ugyanakkor a német tengeralattjárók kitűnő bázisokhoz jutottak, közel a brit tengeri útvonalakhoz. Ebben évben az angolok ugyan konvojokba szervezték a kereskedelmi hajókat, ám mivel radarral felszerelt kísérőhajók nem igen akadtak, a németek éjszakai támadásai (Juno hadművelet) komoly károkat okoztak. Az elsüllyesztett kereskedelmi hajók és az elvesztett tengeralattjárók arányát tekintve a német flotta a legsikeresebb évét zárta. Az Északi-tengeren a Wikinger-hadműveletnek nevezett német portyák súlyosan megnehezítették a britek dolgát.

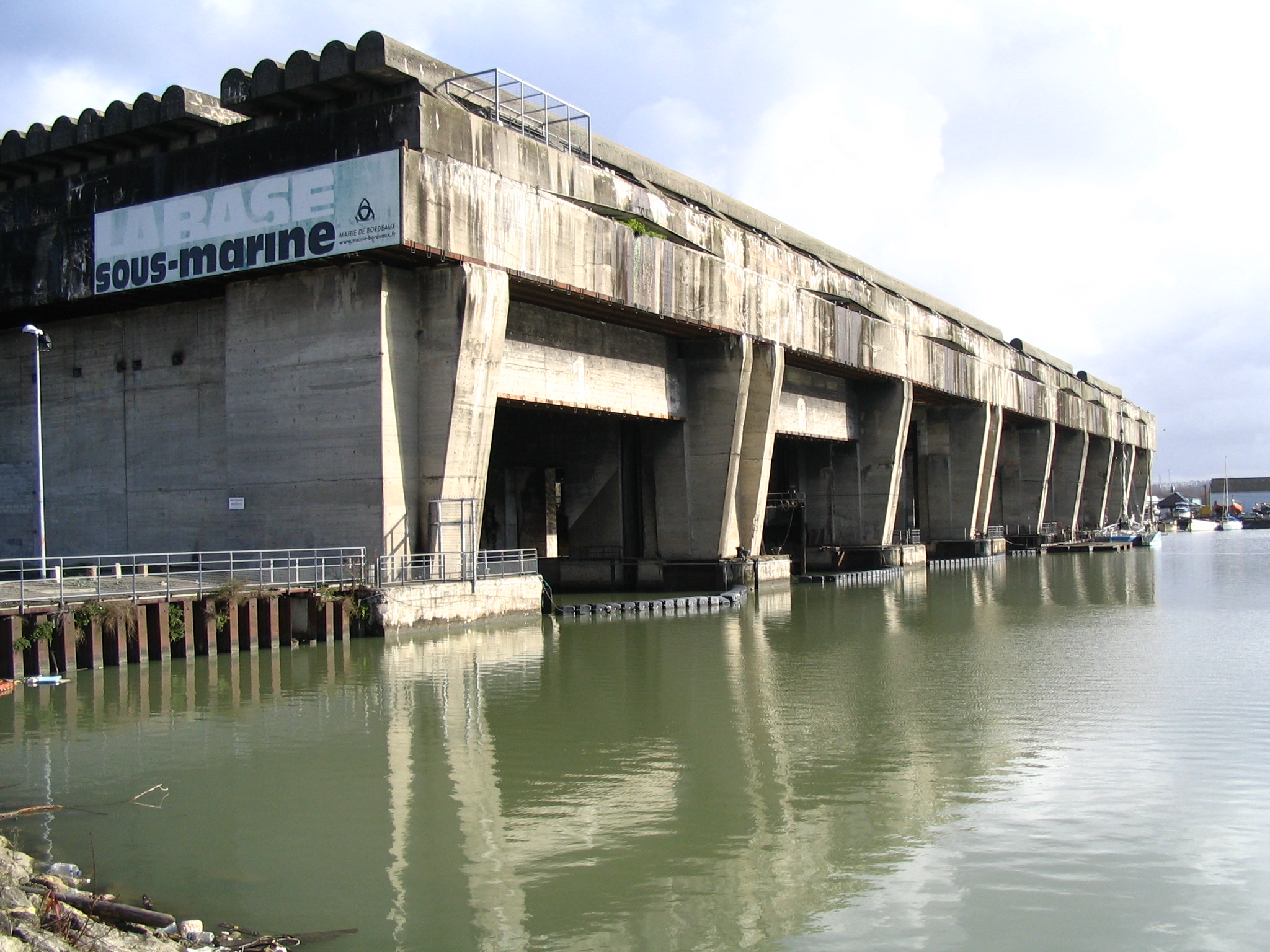
Hajdani tengeralattjáró-bunker Bordeaux-ban. (1942-ben épült)

1940 júniusában Olaszország is belépett a háborúba és megkezdődtek a harcok a Földközi-tengeren is. 1941 szeptembere és 1944 májusa között 62 német tengeralattjárót küldtek a Földközi-tengerre, a Gibraltári-szoroson át. Támadásaik során 24 nagyobb hadihajó (egyebek közt 12 romboló, 4 cirkáló, 2 repülőgéphordozó és 1 csatahajó) mellett 94 kereskedelmi egységet semmisítettek meg, összesen mintegy 449 206 bruttó regiszter tonnát. A kiküldetésből egy tengeralattjáró sem tért haza: vagy csata során vesztek oda, vagy saját legénységük robbantotta fel őket a háború végén.
1941. május 24-én a négy új építésű csatahajó egyike, a Bismarck elsüllyesztette a HMS Hood csatacirkálót, ám a szövetséges rajtaütést nem vészelte át. Még ez év november 13-án az U–81 német tengeralattjáró elsüllyesztette a HMS Ark Royal repülőgéphordozót, majd november 25-én az U–331 német tengeralattjáró a HMS Barham nevű csatahajót süllyesztette el.
A németek európai hódításai számos ellenséges hajó elfoglalásával jártak. Voltak köztük olyanok is melyek még csak építés alatt álltak. A Kriegsmarine számos ország hajóit megszerezte, ilyenek voltak például: a Szovjetunió, Norvégia, Hollandia, Franciaország, Olaszország (a szövetségesek megszállása után), Jugoszlávia vagy Görögország.
1941 decemberében, a japánok Pearl Harbor elleni támadását követően, Németország hadat üzent az Egyesült Államoknak, ami az atlanti csata új fejezetét nyitotta meg. A brit HMS Audacity repülőgép-hordozót 1941. december 21-én találta el egy német torpedó. A német tengeralattjárók számos, a szövetségesek oldalán álló kereskedőhajót süllyesztettek el Amerika partjainál, aminek következtében az Egyesült Államok felgyorsította flottaépítését. Az óriási amerikai hajógyártási kapacitás és tengeri haderő könnyen ellensúlyozni tudott szinte bármekkora veszteséget amit a német tengeralattjárók okoztak a szövetségeseknek. 1942-ben a tengeralattjáró-háború már minden frontra kiterjedt. Mikor a Szovjetunióban előretörő német seregek elérték a Fekete-tengert, néhány tengeralattjárót odavezényeltek. 1942. augusztus 11-én a brit HMS Eagle, november 15-én a HMS Avenger süllyedt el.
A Barents-tengeri csatában a német tengeri alakulatok kísérletet tettek arra, hogy megtámadják a szövetségesek sarkvidéki konvojait (Sportpalast-hadművelet). Hajóik azonban nem jártak sikerrel és kénytelenek voltak visszatérni kikötőikbe. Az Admiral Scheer és az Admiral Hipper hajók Novaja Zemlja-nál támadták a szövetségeseket, de ez is kudarcba fulladt. Ugyanilyen eredménnyel szerepeltek a Regenbogen-hadműveletben az Admiral Hipper és a Lützow hajók. Ezek a kudarcok komoly következményekkel jártak és a dühös Hitler már a felszíni flotta feloszlatását is tervbe vette. A Kriegsmarine forrásait ezek után a tengeralattjárókhoz csoportosították át, így a felszíni flotta nem jelentett többé akkora fenyegetést. A Lóugrás-hadművelet még ugyanebben az évben a korábbi kudarc ellenére ismét a sarkvidéki konvojok elleni támadást célozta meg.
A Cerberus hadművelet során 1942-ben a német haditengerészet néhány kisebb hajója, valamint a Scharnhorst, a Gneisenau és a Prinz Eugen megpróbált kitörni Brest kikötőjéből, majd németországi kikötőkbe jutni a La Manche csatornán keresztül. A hadművelet elnevezése utalás Kerberoszra, a görög mitológiában az alvilág kapuját őrző háromfejű kutyára.
1943-ban és 1944-ben a szövetségesek tengeralattjáró-ellenes taktikájának és jobb felszereléseiknek köszönhetően a német tengeralattjáró-flotta súlyos veszteségeket szenvedett. Ehhez nagyban hozzájárult a radar, a nagy hatótávolságú légifedezet, a tökéletesített taktika és a számos új fegyver. Azonban 1944. május 29-én sikerült a németeknek elsüllyeszteni az amerikai USS Block Island repülőgéphordozót. A németek többek közt olyan technikai újításokkal próbálták meg ellensúlyozni a szövetségesek fölényét, mint a légperiszkóp. Új tengeralattjárókat is fejlesztettek, az úgynevezett Elektrobootokat, melyeket azonban nem tudtak időben nagy számban legyártani, így továbbra is hátrányba szorultak.
1943-ban az Ostfront-hadműveletben vetették be utoljára a Scharnhorstot a JW-55 B konvoj ellen. A következő hadművelete a Domino-hadművelet lett volna, de ezt lefújták. Ebben az évben a szövetségesek elfoglalták a Spitzbergákat, ezért a németek egy hadműveletet dolgoztak ki annak elfoglalására. Ennek a hadműveletnek a neve Zitronella volt. A hadművelet kudarccal végződött.
1943 és 1945 között egy csapat U-boot, az úgynevezett Monszun csoport (Monsun Gruppe) szolgálatot teljesített az Indiai-óceánon is. Ezeknek a tengeralattjáróknak a bázisuk Japánban volt és főként a megszállt indonéz szigetvilágban tevékenykedtek. Mivel ott még nem volt megszervezve a konvojok védelme, a Monszun Csoport kezdetben rengeteg kereskedőhajót süllyesztett el.
A háború utolsó éveiben a tengeralattjárókat létfontosságú hadianyagok Japánba történő szállítására is használták, többek közt V-2-es rakétákat, Me 262 repülőgépeket, és sugárhajtóműveket, valamint az atombomba előállításához szükséges urán-oxidot szállítottak.

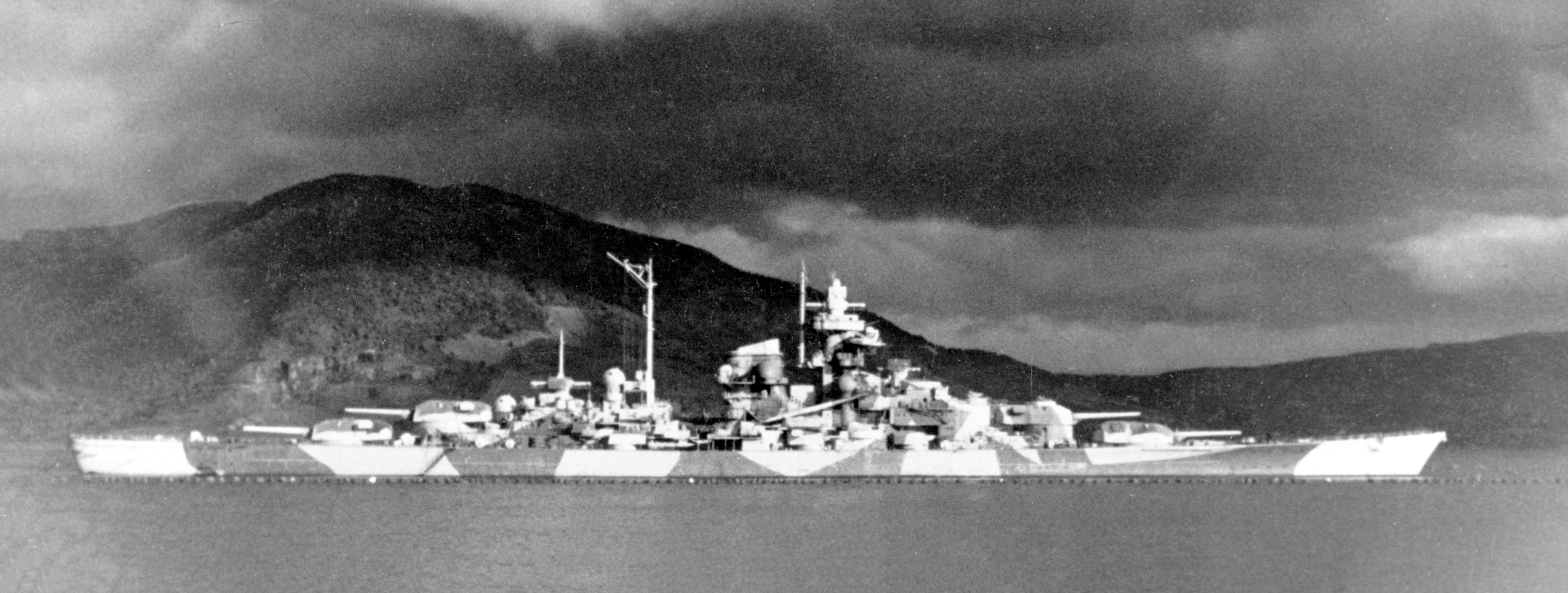
A Tirpitz csatahajó Norvégiában, 1944-ben

1943 után, mikor a Scharnhorst-ot is elsüllyesztették az Északi-foki csatában, a német hajók többsége már csak a kikötőkben vagy azoktól nem messze teljesített szolgálatot és elsősorban megfélemlítési célokra használták őket, a tulajdonképpeni csatákat kerülték, mert a hadvezetés óvakodott további hajók elvesztésétől. A legnagyobb a Tirpitz csatahajó volt, amely Norvégiában állomásozott, hogy fenyegetést jelentsen a szövetségesek hajói számára és védelmet nyújtson egy esetleges ellenséges invázió ellen. Mikor 1944 végén brit bombázók elsüllyesztették a Catechism hadművelet során, számos brit hadihajó hajózott át a Csendes-óceánra.
1944 végétől a háború végéig, a Kriegsmarine felszíni flottájának feladata főként a visszavonuló német szárazföldi alakulatok fedezettüzének biztosítása volt a Balti-tenger partja mentén, valamint a civil lakosság átmenekítése Németország nyugati részébe (Lübeck, Hamburg). A Németország keleti részén élő lakosság nagy része menekült az előretörő Vörös Hadsereg elől, félve a szovjet megtorlástól és a tömeges erőszaktól, gyilkosságtól. A Kriegsmarine rengeteg civilt menekített ki Kelet-Poroszországból és Danzigból, 1945 januárjában. Ebben a periódusban süllyesztették el szovjet tengeralattjárók a Wilhelm Gustloff-ot és a Goya-t, míg az SS Cap Arconát brit bombázók támadták meg. A hajók elsüllyesztése több ezer ember életét követelte. 1945 márciusában és áprilisában a Pomerániából és Stettinből menekülő német lakosság evakuálásában szintén fontos szerepet játszott. A háború legvégső szakaszában a Kriegsmarine legénységéből is külön gyalogos hadosztályokat hoztak létre.

### A második világháború után
A háború végén a német tengeralattjárókat a Deadlight hadművelet során a szövetségesek elsüllyesztették.
A háború után a győztesek a megmaradt 2 nagyobb csatahajót lefoglalták. Több befejezetlen hajó a szövetségesek lőgyakorlatának célpontjává vált, számos más hajót (főként rombolókat és torpedónaszádokat) a saját, a háború után megfogyatkozott flottájuk kiegészítésére használtak fel. A britek, a franciák és a szovjetek kapták meg a rombolókat, míg a torpedónaszádok nagy része a dán és norvég haditengerészethez került. Az 1950-es évek végére a rombolókat kivétel nélkül kivonták a szolgálatból, de néhány torpedónaszád az 1960-as években ismét feltűnt a nyugatnémet haditengerészetnél.
1956-ban, Nyugat-Németország belépett a NATO-ba, ami egy új haditengerészet, a Bundesmarine (Szövetségi Haditengerészet) megalakításához vezetett. A Kriegsmarine néhány régi tisztje, mint Erich Topp vagy Otto Kretschmer belépett a Bundesmarine-ba. Kelet-Németországban a Volksmarine (Népi tengerészet) jött létre, nem sokkal a háború után. 1990-ben, Németország egyesítésekor úgy döntöttek, hogy a haditengerészetet onnantól fogva egyszerűen Deutsche Marine-nak (Német Haditengerészetnek) nevezik.

## A Kriegsmarine főparancsnokai

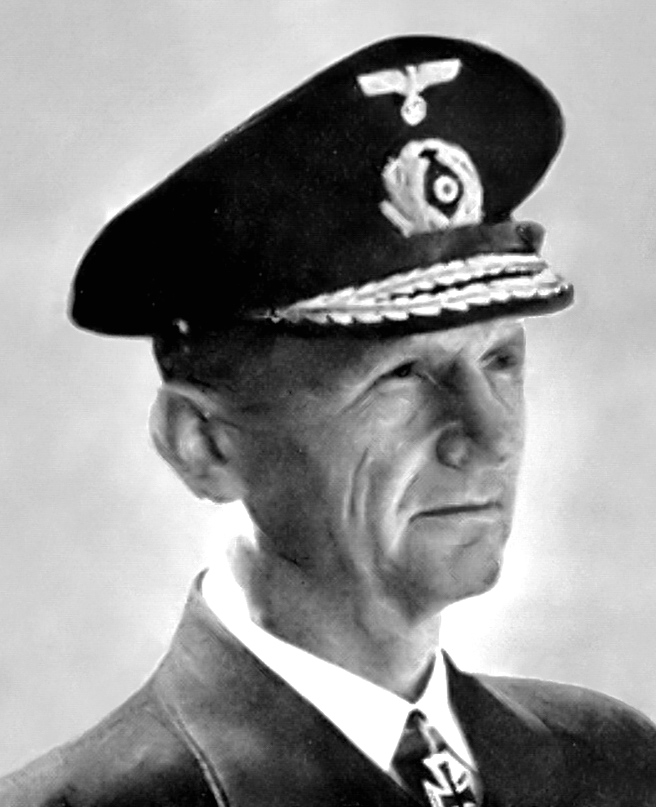
Karl Dönitz

- Erich Raeder: 1928 - 1943. január 30.
- Karl Dönitz: 1943. január 30. - 1945. április 30.
- Hans-Georg von Friedeburg: 1945. május 1. - május 23.
- Walter Warzecha: 1945. május 23. - július 22. között

### Főparancsnoki zászló

Felügyelő (Admiralinspekteur) 1943. január 30. után

## Hajók
A második világháború elején a Kriegsmarine legtöbb hajója modern, jól felfegyverezett, jól páncélozott, gyors hajó volt. A németek figyelmen kívül hagyták az első világháborút lezáró szerződésben a haditengerészetük korlátozására vonatkozó szabályokat, ezért a hajók építését titokban végezték. A haditengerészet újrafegyverzésének (a Z-terv) terve már készen volt, és már hozzáfogtak a hajók építéséhez is, de 1939-ben a háború kezdetén a kivitelezéshez szükséges óriási nyersanyagmennyiséget szétosztották több más terv között. A háború során a megszállt országok elfoglalt hajóit a németek a Kriegsmarine kötelékébe állították.

### Felszíni hajók

#### Csatahajók(Schlachtschiffe)

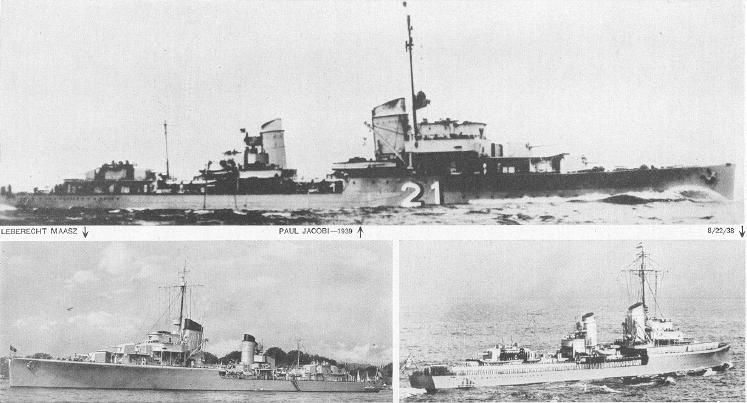
A Z1 Leberecht Maas romboló.

- Bismarck osztályú csatahajók
  - Bismarck
  - Tirpitz

#### Csatacirkálók(Schlachtkreuzer)
- Scharnhorst osztályú csatacirkálók
  - Scharnhorst
  - Gneisenau

#### Zsebcsatahajók(Panzerschiffe) 1940-től hivatalosan nehézcirkálók
- Deutschland osztályú zsebcsatahajók:
  - Deutschland (később átkeresztelték Lützow-ra)
  - Admiral Scheer
  - Admiral Graf Spee

#### Nehézcirkálók(Schwere Kreuzer)
- Admiral Hipper osztályú nehézcirkálók:
  - Admiral Hipper
  - Blücher
  - Prinz Eugen
  - Seydlitz (nem fejezték be)
  - Lützow (nem fejezték be)

#### Könnyűcirkálók(Leichte Kreuzer)
- Emden osztályú könnyűcirkáló:
  - Emden
- K osztályú könnyűcirkálók:
  - Königsberg
  - Karlsruhe
  - Köln
- Leipzig osztályú könnyűcirkálók:
  - Leipzig
  - Nürnberg

#### Rombolók(Zerstörer)

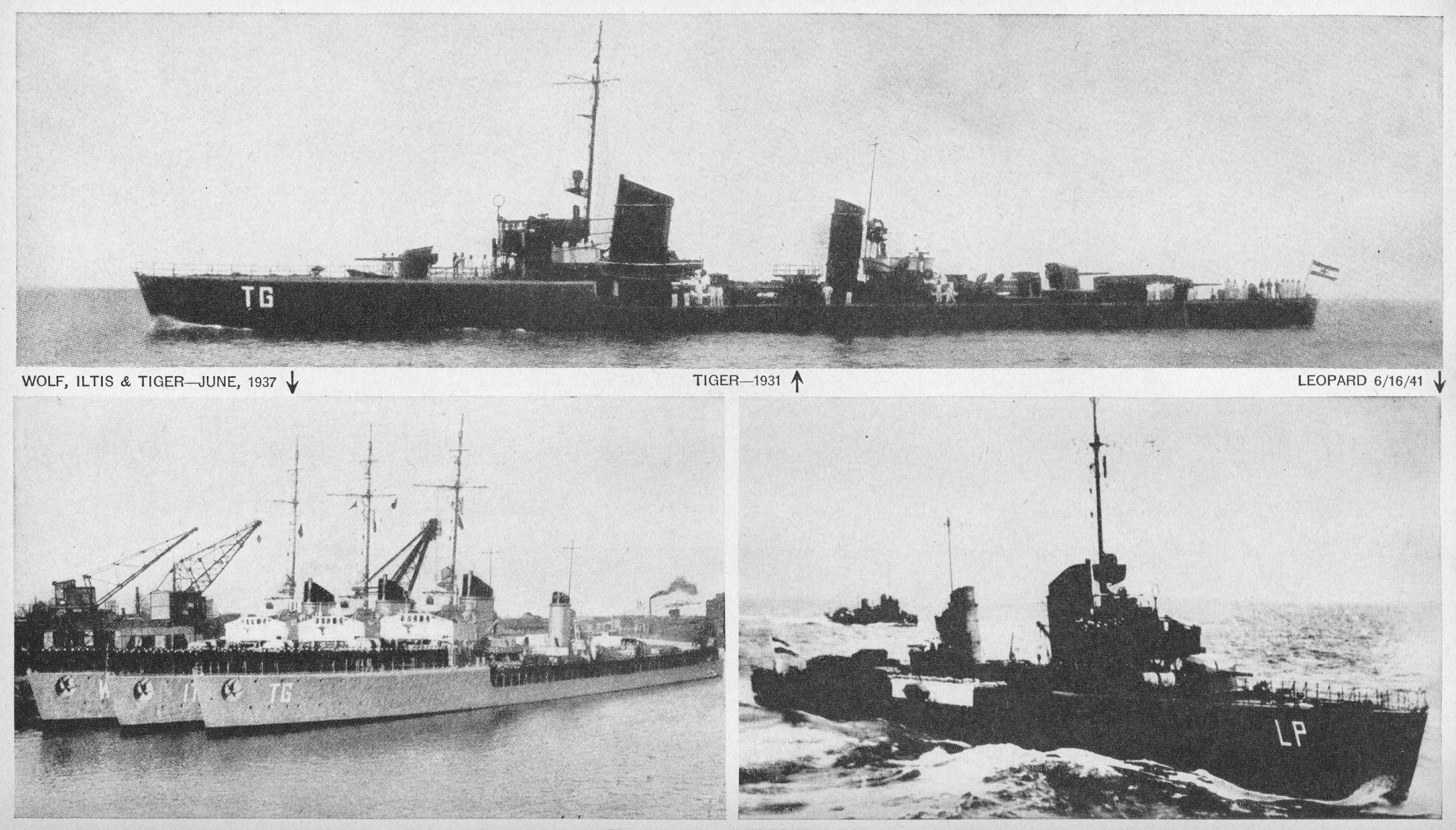
„Raubtier” osztályú torpedónaszád

A német romboló flotta modernnek számított, hajói nagyobbak voltak a többi ország hagyományos rombolóihoz képest, de nem voltak problémamentesek. A korai osztályok ingatagok voltak rossz időjárási körülmények között, gyakran küzdöttek motorgondokkal és rövid volt a hatótávolságuk. A gondok egy része megoldódott az újabb osztályok bevezetésével, de a komolyabb fejlesztéseket nem sikerült végrehajtani a háború vége és a németek kapitulációja miatt. A háború elején ezeket a hajókat főleg a szövetségesek hajózási vonalainak közelébe történő aknatelepítésre használták.
A Kriegsmarine szolgálatában állt rombolótípusok:
- Zerstörer 1934
- Zerstörer 1936
- Zerstörer 1936A
- Zerstörer 1936A (Mob)
- Zerstörer 1936B

#### Torpedónaszádok(Torpedoboote)
Ezeket a hajókat az 1930-as években fejlesztették ki és szinte csak torpedókkal voltak felszerelve. Ezek a torpedónaszádok tulajdonképp kis rombolókként funkcionáltak. Aknák, torpedók és géppuskák voltak rájuk szerelve. az 1940-es években kétfajta torpedónaszád-osztályt terveztek létrehozni, de ezek végül nem épültek meg.

#### Első világháborús pre-dreadnought csatahajók (Linienschiffe)
- Schlesien (főként kiképzőhajó)
- Schleswig-Holstein (főként kiképzőhajó)
- Hessen

#### Repülőgép-hordozók(Flugzeugträger)
A Graf Zeppelin építését 1936-ban, testvérhajója, a Flugzeugträger B építését pedig két évvel később, 1938-ban kezdték, de végül egyik hajó sem készült el. 1942-ben három személyszállító hajót és két befejezetlen cirkálót (De Grasse és Seydlitz) elkezdtek átalakítani segéd hordozókká, de 1943-ban a munkálatokat leállították nyersanyaghiány és a romló katonai helyzet miatt.

#### Segédcirkálók

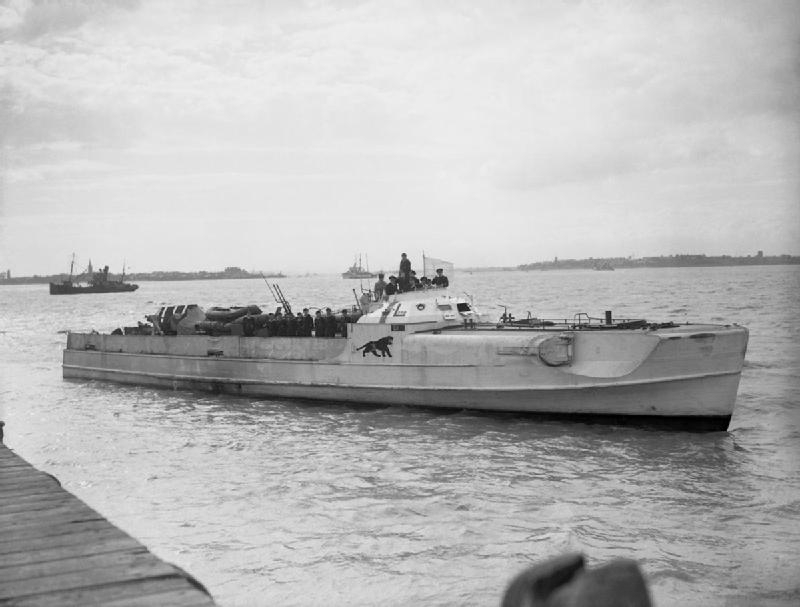
Német motoros torpedónaszád (Schnellboot)

A háború ideje alatt kilenc kereskedelmi hajót alakítottak át segédcirkálóvá. Ezeket a hajókat főként kereskedelmi hajók ellen vetették be az Indiai- és a Csendes-óceánon.

#### Egyéb
- Aknatelepítő hajók (Minenleger)
- Aknakereső hajók (Minensucher)
- Motoros torpedónaszádok (Schnellboot)
- Őrhajók
- Megfigyelőhajók

### Tengeralattjárók(U-Boot)

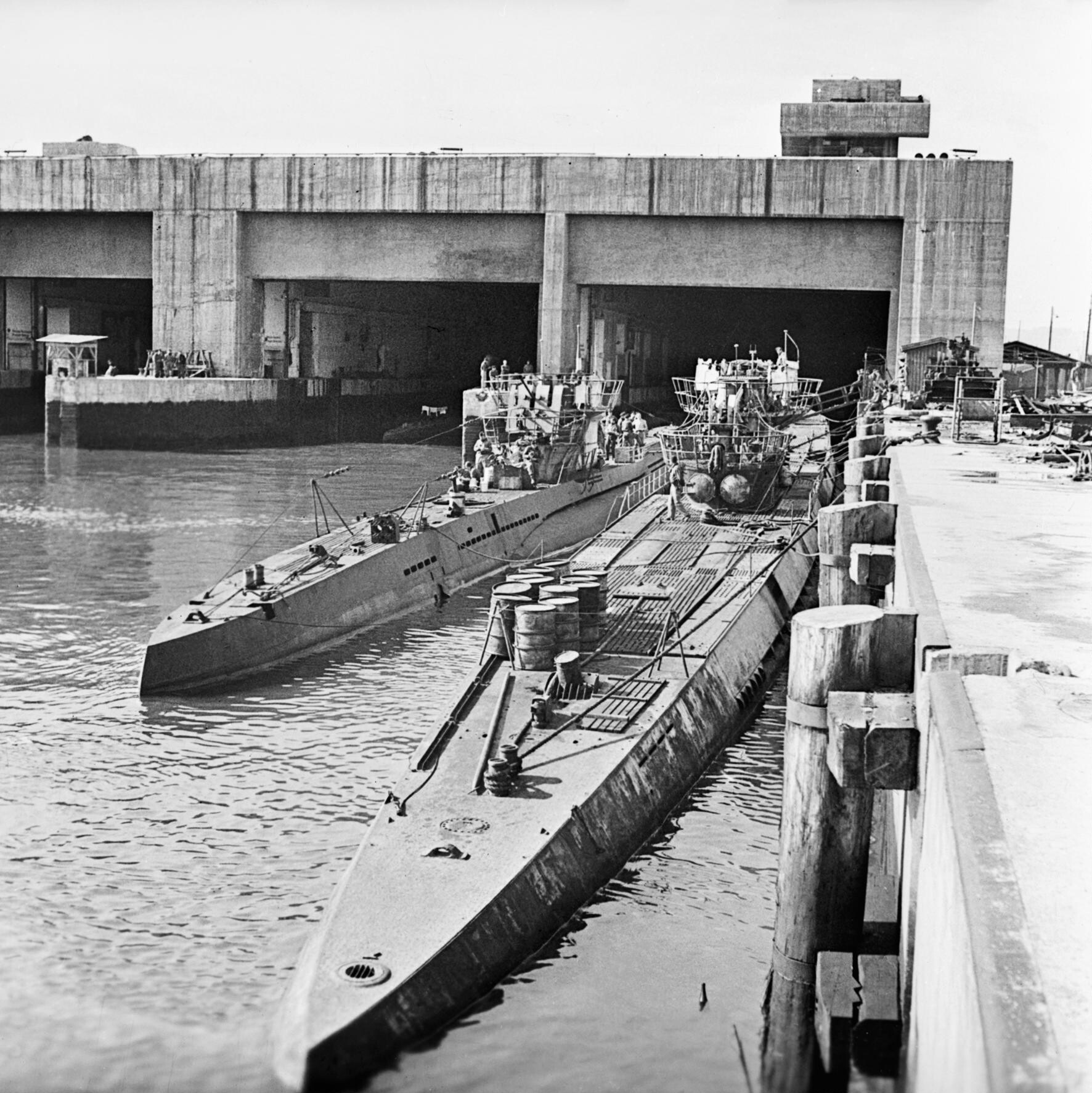
Egy VII-es és egy IX-es típusú tengeralattjáró a trondheimi kikötőben a háború után, 1945. május 19-én

A háború kitörésekor a Kriegsmarine aránylag kis, mindössze 57 darabból álló tengeralattjáró-flottával rendelkezett. Ez a szám később gyorsan nőtt, főleg miután Hitler csalódott a felszíni hajókban.
A legelterjedtebb típus a nagy hatótávolságú, főként az Atlanti-óceán nyugati és déli részén, az Indiai- és a Csendes-óceánon használt IX típus; valamint az Atlanti-óceán északi részén használt VII típus volt. A X típus egy kis aknatelepítő, a XIV típus pedig egy, a távolsági tengeralattjáró-hadműveletek támogatására kifejlesztett tengeralattjáró volt.
A XXI és a XXIII típusú tengeralattjárók, az úgynevezett „Elektroboot”-ok ellenálltak a szövetségesek tengeralattjáró-ellenes taktikájának. A háború után ezek váltak a modern tengeralattjárók, mint például a szovjet W osztály prototípusaivá.
A második világháború alatt a hadrendbe állított német tengeralattjárók mintegy 60%-a veszett el. A 40 000 főnyi U-Boot legénységből pedig 28 000 katona halt meg, további 8000 pedig fogságba esett. A megmaradt tengeralattjárók vagy megadták magukat a szövetségeseknek, vagy saját legénységük elsüllyesztette őket a háború végén.
| A második világháború 10 legeredményesebb tengeralattjáró-kapitánya                 | A második világháború 10 legeredményesebb tengeralattjáró-kapitánya |
| ----------------------------------------------------------------------------------- | ------------------------------------------------------------------- |
| 266 629 BRT (44 elsüllyesztett hajó)                                                | Otto Kretschmer                                                     |
| 225 712 BRT (43 elsüllyesztett hajó)                                                | Wolfgang Lüth                                                       |
| 193 684 BRT (34 elsüllyesztett hajó)                                                | Erich Topp                                                          |
| 186 064 BRT (29 elsüllyesztett hajó)                                                | Karl-Friedrich Merten                                               |
| 171 164 BRT (34 elsüllyesztett hajó)                                                | Victor Schütze                                                      |
| 171 122 BRT (26 elsüllyesztett hajó)                                                | Herbert Schultze                                                    |
| 167 601 BRT (28 elsüllyesztett hajó)                                                | Georg Lassen                                                        |
| 166 596 BRT (22 elsüllyesztett hajó)                                                | Heinrich Lehmann-Willenbrock                                        |
| 162 333 BRT (30 elsüllyesztett hajó)                                                | Heinrich Liebe                                                      |
| 160 939 BRT (28 elsüllyesztett hajó) + a brit HMS Royal Oak csatahajó (~30 000 BRT) | Günther Prien                                                       |

(BRT = bruttó regiszter tonna)

## Lásd még
- Erich Raeder
- Karl Dönitz
- Keroman tengeralattjáró-bázis
- Német gyorsnaszádok a második világháborúban

## Külső hivatkozások
- Német tengeralattjárók és az atlanti csata (angol)
- A Kriegsmarine története (angol)
- Tengeralattjáró-háború 1939-1945 (angol)
- Bismarck és a Tirpitz (angol)
- A Kriegsmarine-ról (német)